# Zweibrücken

Zweibrücken este un oraș în landul Renania-Palatinat, Germania, pe râul Schwarzbach, la granița cu Pădurea Palatină. Are statut administrativ de district urban.
1. ↑   https://buergerinfo.zweibruecken.de/kp0040.php?__kgrnr=1, accesat în 26 martie 2025 Lipsește sau este vid: |title= (ajutor)
2. ↑  Alle politisch selbständigen Gemeinden mit ausgewählten Merkmalen am 31.12.2018 (4. Quartal) (în germană), Statistisches Bundesamt[*], arhivat din original la 10 martie 2019, accesat în 10 martie 2019